# Schloss Erxleben

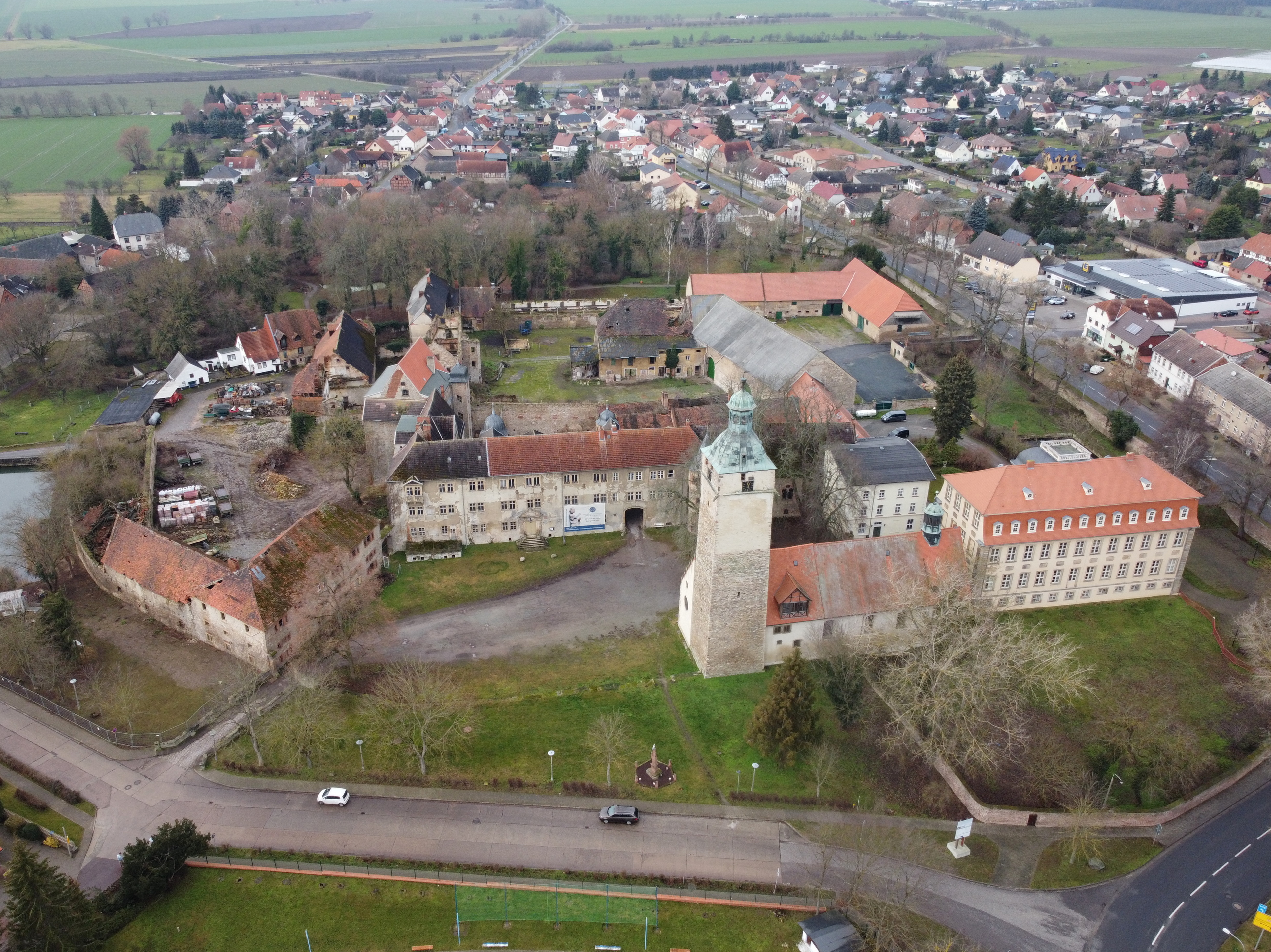
Schloss Erxleben 2020 im Luftbild

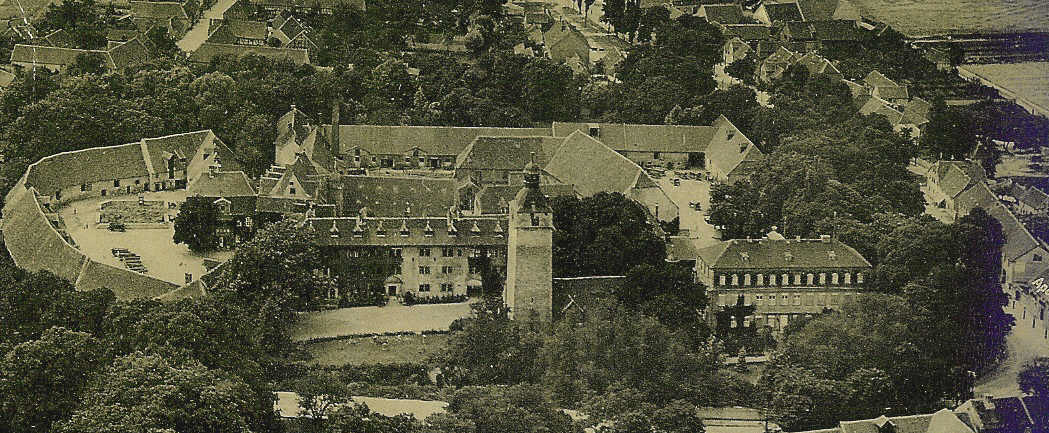
Burg Erxleben – Luftbild um 1935: links Renaissanceschloss Erxleben II mit Gutshof, rechts Barockschloss Erxleben I mit Gutshof, mittig Schlosskapelle mit Hausmannsturm

Das Schloss Erxleben (auch Burg Erxleben) ist ein Schlosskomplex in Erxleben, der aus einer mittelalterlichen Burganlage an der alten Heerstraße zwischen Braunschweig und Magdeburg entstanden ist. Es befand sich seit 1282 im Besitz der Familie von Alvensleben.

## Mittelalter

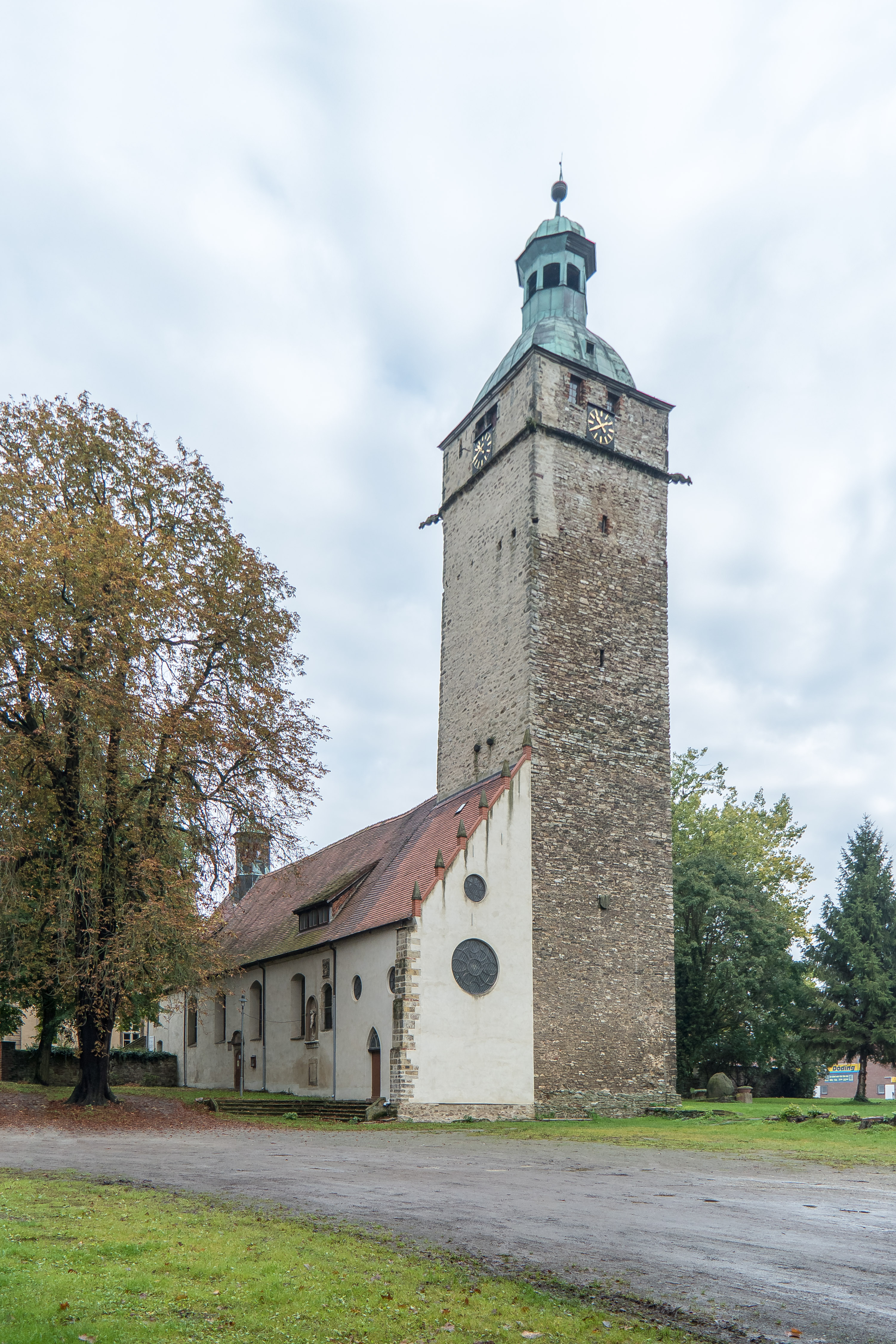
Schlosskapelle und Hausmannsturm

Die Burg Erxleben war eine Niederungsburg mit Wassergräben und Wällen. Die erste Anlage könnte kurz nach dem Jahr 1100 erfolgt sein. 1166 kaufte Erzbischof Wichmann von Magdeburg die strategisch wichtige Burg. 1214 (oder 1218) wurde sie von Kaiser Otto IV., dem Welfen, im Kampf gegen die Staufer zerstört. Um 1270, spätestens 1282, könnte sie in den Besitz des Ritters Gebhard II. von Alvensleben (erwähnt 1251–1283) gekommen sein, der zu dieser Zeit noch auf der benachbarten Burg Alvensleben wohnte.
Sein Enkel Friedrich von Alvensleben war um 1300 der letzte Meister des Templerordens in den deutschen und slawischen Ländern. Die Burg war im Mittelalter oft hart umkämpft. 1317 belagerten sie der brandenburgische Markgraf Waldemar und der Magdeburger Erzbischof Burchard; 1319 wiederum der Erzbischof und 1352 die Bürgerschaft von Magdeburg, wobei die Burg ausbrannte. 1399 wurde ein Drittel der Burg dem Herzog Friedrich I. von Braunschweig (1357/58–1400) verpfändet. Es folgte eine sehr unruhige Zeit, in der Erxleben fortgesetzten Fehden, Verwüstungen und Verpfändungen ausgesetzt war. Im Jahr 1441 wurde die Burg durch die Herzöge Heinrich II. von Braunschweig und Otto IV. von Lüneburg zerschossen und verbrannt, aber nicht eingenommen. Die Pfandschaften wechselten in verschiedene Hände, bis sie schließlich 1505 durch Busso IX. von Alvensleben († 1534) wieder eingelöst werden konnten. Erxleben blieb eine brandenburgische Enklave und ein strategischer Vorposten am Schnittpunkt wichtiger Heerstraßen inmitten des Erzstifts Magdeburg, nahe den Grenzen des Bistums Halberstadt und des Fürstentums Braunschweig-Wolfenbüttel. In den Staaten Brandenburg, Magdeburg und Halberstadt übte die Familie von Alvensleben verschiedene Hofämter aus.

## Teilung 1554
Zentraler Bau des älteren Schlosses II ist das Vorderschloss aus dem 15. Jahrhundert mit der Neuen Kemenate von 1430. Die Anlage wurde nach einem Brand 1526 verändert. Im Jahre 1553 starb die rote Linie der Alvensleben aus, die Erxleben bis dahin in Besitz hatte, und die Burg ging im Erbgang auf die weiße und die schwarze Linie der Familie über. Bei der Teilung erhielt die weiße Linie (Erxleben I) den 1785 abgerissenen Hauptturm im Schloss, das Haus mit der früheren Kapelle, das alte verfallene Gebäude bis an das Brauhaus, die Hälfte aller Scheunen und Ställe und den Platz zwischen beiden Mauern von der alten Quermauer bis an das Tor beim Hausmannsturm. Die schwarze Linie (Erxleben II) bekam: das neue Wohngebäude, das Brauhaus, das Gebäude über dem Tor zwischen Wohnhaus und Turm, die Hälfte der Scheunen und Ställe und den Platz mit dem Vorwerk vom Tor bis an die alte Quermauer. Die Trennung der beiden Teile erfolgte durch eine Mauer. Das Gericht Erxleben mit zahlreichen Bauerndörfern wurde von beiden Linien kontrolliert, Verwaltung und Justiz hatten ihren Sitz auf der Burg, die Naturalabgaben wurden hier abgeliefert und umgesetzt und in kriegerischen Zeiten fanden die Einwohner mit allem Vieh in der großen Burganlage Schutz. Seit dem 16. Jahrhundert entstanden zwei große Gutsbetriebe in Eigenwirtschaft.

## Schlosskapelle

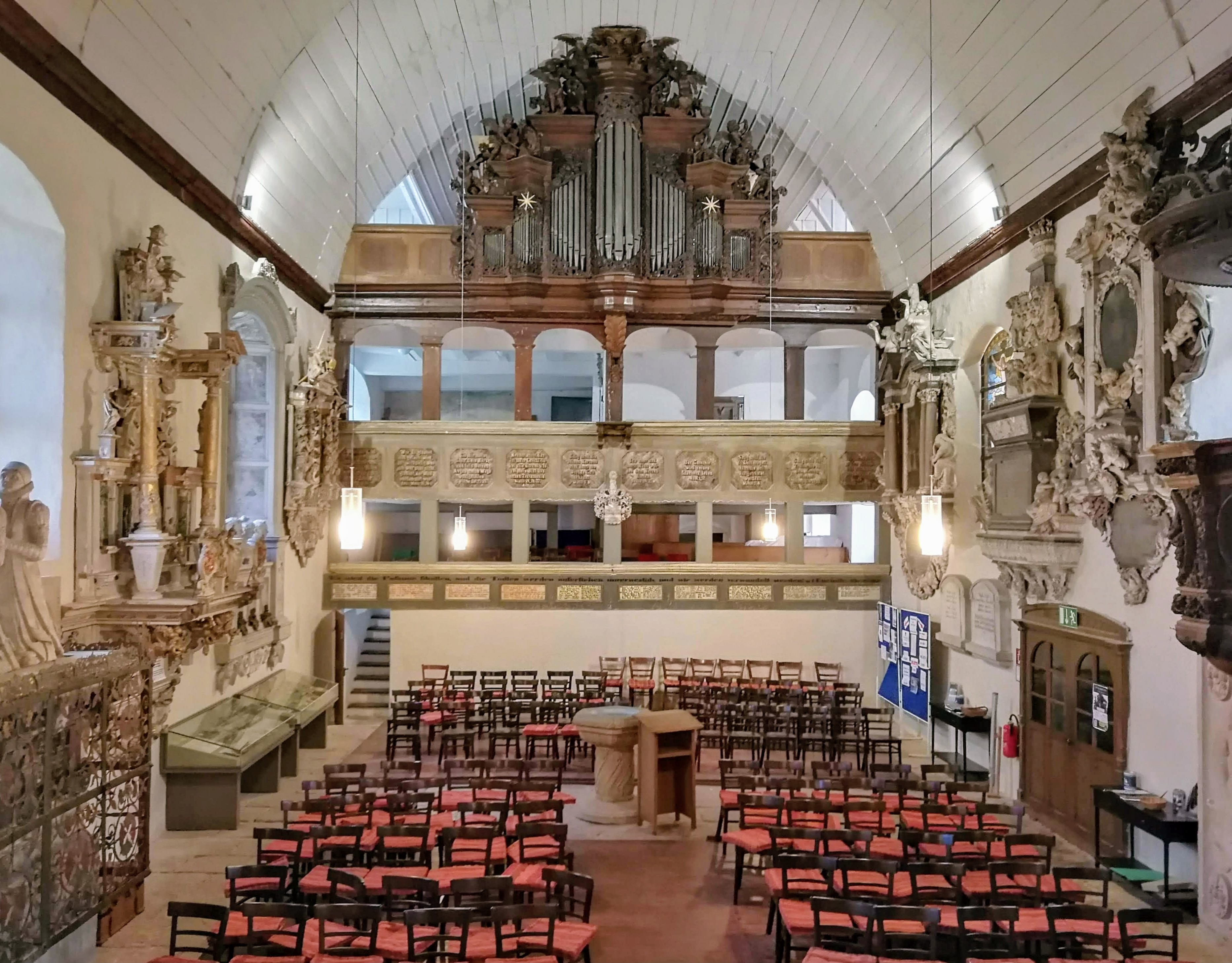
Innenraum mit Blick zur Orgel (2019)

Beide Linien bauten eine neue gemeinsame Schlosskapelle St. Godehard. Der Rohbau entstand von 1562 bis 1564 in Anlehnung an den mittelalterlichen Hausmannsturm, bekrönt von einer Renaissancehaube. Der weitere Ausbau zog sich noch bis 1580 hin. Der erste Gottesdienst fand am 9. September 1582 statt. Bauherrn waren Joachim I. von Alvensleben (1514–1588) aus der Schwarzen Linie und Valentin von Alvensleben (1529–1594) aus der Weißen Linie, auf Grund einer Stiftung von Busso IX. von Alvensleben († 1534).
1674 ließ Gebhard Johann II. von Alvensleben (1642–1700) die Kirche erneuern und die Begräbnisgewölbe darunter errichten. Joachim I. war der erste Schlossherr, der sich in der Kapelle beisetzen ließ. Zuvor, in katholischer Zeit, waren die Erxlebener Burgherren jahrhundertelang in einer Grabkapelle im Kloster Mariental bei Helmstedt bestattet worden. Joachim I. folgten viele weitere Generationen der Familie von Alvensleben bis 1928, als Graf Albrecht von Alvensleben-Schönborn (1848–1928) dort seine letzte Ruhe fand. Die Grüfte sind in mehreren Stockwerken untereinander in den Felsen hinab gehauen. Dementsprechend ist die Kapelle reich mit Grabsteinen und Epitaphien aus mehreren Jahrhunderten ausgestattet, die wie eine Familienchronik wirken. In den Jahren 1709/1710 erhielt die Kapelle eine neue Orgel, gebaut vom bekannten Magdeburger Orgelbaumeister Heinrich Herbst und dessen Vater. Die Orgel hat 24 Register auf zwei Manualen und Pedal. Die Kapelle verfügte über eine eigene Bibliothek, die sogenannte Kapellenbibliothek mit ca. 2200 Bänden, die im 16. Jahrhundert von beiden Linien gestiftet worden war.
Nach Kriegsende 1945 wurde die Kapelle – unter sowjetischer Besatzung – im Inneren stark beschädigt, vor allem die Orgel, deren Pfeifenwerk, der Altar und die Epitaphien. Das Gestühl wurde verbrannt. Die beiden Grüfte der Familien von Alvensleben und Särge wurden gewaltsam geöffnet. Danach notdürftig wiederhergestellt, wurde die Schlosskirche 1951 Eigentum der evangelischen Kirchgemeinde und von 1953 bis 1996 als katholische Kirche genutzt. Im Laufe der Jahre und Jahrzehnte verschlimmerten sich Schäden am Dach und Dachstuhl immer mehr und ergriffen auch die Orgel. Ein 1998 gegründeter „Förderkreis Schlosskirche Erxleben e. V.“ bemühte sich – auf Initiative von Joachim von Alvensleben – erfolgreich um die Erhaltung des wertvollen Kulturdenkmals. Die Sanierung des Bauwerks Schlosskirche begann im gleichen Jahr. Die Restaurierung von Orgelwerk und Prospekt, für die namhafte Experten gewonnen werden konnten, nahm dann die Zeit von 2015 bis Herbst 2019 in Anspruch. Eingeweiht wurde die erneuerte Orgel im Oktober 2019 mit einem Festgottesdienst in der Schlosskirche. Finanziert wurde alles durch Spenden, Fördergelder und Eigenleistungen der Mitglieder. Die Festschrift und damit die Orgel-Wiederherstellung bekamen eine sehr positive Besprechung in der renommierten Fach-Zeitschrift Ars Organi. Der Zweiten Vorsitzenden des Fördervereins, Frau Hildegard Bernick, wurde durch den Ministerpräsidenten von Sachsen-Anhalt, Reiner Haseloff, im Jahre 2020 aufgrund ihrer Verdienste die Ehrennadel des Landes Sachsen-Anhalt verliehen.
Der Bestand der Kapellenbibliothek ist zu etwa drei Vierteln erhalten und heute auf Schloss Hundisburg mit den übrigen Überresten der Alvensleben’schen Bibliotheken vereint.

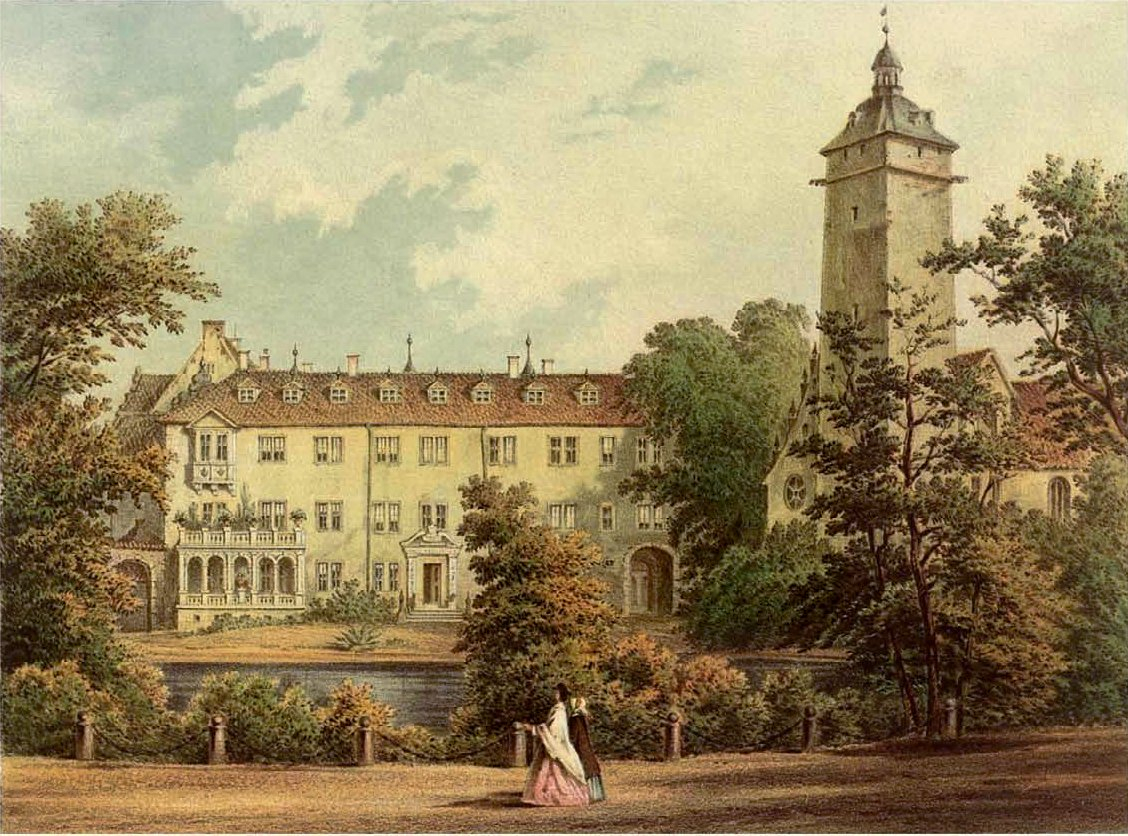
Schloss Erxleben II mit Hausmannsturm um 1866/67, Sammlung Alexander Duncker

## Hausmannsturm
Als Turm der Kapelle dient der alte, 50 Meter hohe Hausmannsturm, das Wahrzeichen von Erxleben, mit einem Ausblick, der vom Magdeburger Dom bis zum Harz reicht. Er diente früher als Wartturm und der Bewachung der ursprünglich dicht neben ihm liegenden Hauptbrücke über den Burggraben und wird erstmals 1339 erwähnt. Nach Hugo Prejawas Forschungen (1905) ist er vor 1319 erbaut worden. Nach anderen Forschungen hat ein Vorgängerbau bereits um 920 bestanden. Er soll zunächst nur 28 Meter hoch gewesen, zu Beginn des 15. Jahrhunderts erhöht und Mitte des 17. Jahrhunderts mit barocker Schweifhaube und Laterne bekrönt worden sein. Oben wohnte bis ins 19. Jahrhundert ein Turmwächter. Im Jahr 1950 wurde der Turm wiederhergestellt (Schieferbedeckung) und 1998 erhielt er eine neue Turmkugel.

## Weitere Baugeschichte

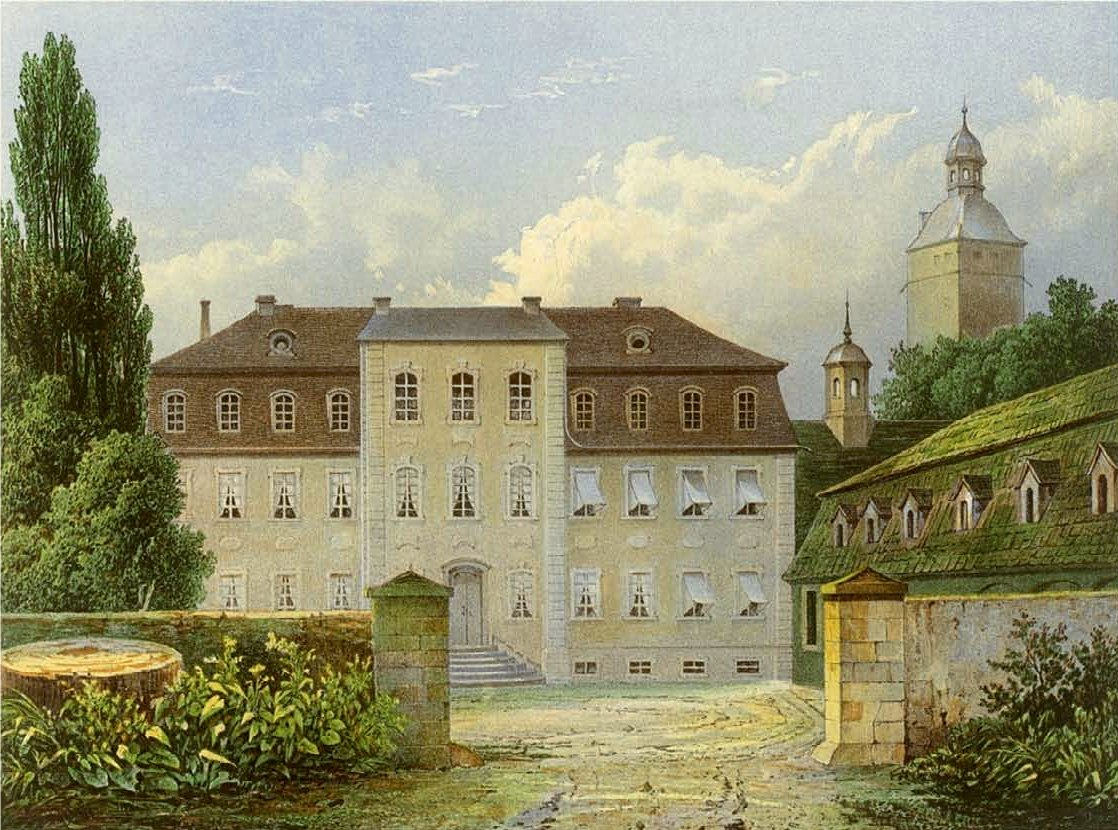
Schloss Erxleben I um 1857/58, Sammlung Alexander Duncker

Nach der Teilung von 1554 hat vor allem Joachim I. von Alvensleben weitere Bauten errichtet. Hierzu gehörten unter anderem der Joachimsbau und der Wirtschaftshof. Die Burg besaß zwei hohe mittelalterliche Türme, von denen einer um 1785 abgebrochen wurde. Die Wohnbauten hatten seit der Renaissancezeit hohe, mit Zwerchhäusern geschmückte Dächer. Unter Gebhard Johann II. von Alvensleben wurde das Schloss Erxleben II 1679–1682 grundlegend erneuert, die Giebel abgenommen und die Dachformen vereinfacht. Friedrich August II. von Alvensleben (1750–1813) ließ von 1782 bis 1784 das spätbarocke Schloss Erxleben I bauen.
1840 erhielt die Fassade des Schlosses Erxleben II einen zweistöckigen Balkonerker. 1905 entstand der Bibliotheksbau als Umbau einer alten Scheune mit einem Treppenturm, im Stil der seinerzeit rekonstruierten Burg Dankwarderode. Hier wurde die seit Joachim I. von Alvensleben (1514–1588), einem Gelehrten, Reformator und Diplomaten, aufgebaute wertvolle Bibliothek aufgestellt, die sogenannte Lehnsbibliothek, an der die Gesamtfamilie Anrechte besaß. Sie enthielt neben Lehnsbriefen auch eine bedeutende frühhumanistische Büchersammlung von etwa 4700 Bänden, mit Inkunabeln, Frühdrucken und einigen Unica. Hinzu kam die Allodial- bzw. Fideikommissbibliothek Erxleben II mit etwa 7000 Büchern, überwiegend aus dem 18. und 19. Jahrhundert. In der Art einer Raritätenkammer waren ferner alte Waffen und Sammlungsstücke sowie gemalte Wappentafeln ausgestellt. Die erhaltenen Teile der Alvensleben’schen Bibliotheken sind heute wieder im Schloss Hundisburg aufgestellt, wo sich die Lehnsbibliothek bereits im 18. Jahrhundert befunden hatte. In den Räumen der Erxlebener Bibliothek befindet sich heute die Heimatstube „Burggalerie“.
Beide Rittergüter wurden 1945 – nach fast 700 Jahren – durch die Bodenreform in der Sowjetischen Besatzungszone enteignet. Das Barockschloss Erxleben I wird heute für die Außenstelle der Verbandsgemeinde Flechtingen genutzt. Der große Renaissancebau des Schlosses Erxleben II, in dem nach dem Zweiten Weltkrieg eine Oberschule untergebracht war, steht seit einigen Jahren leer und ist teilweise akut vom Einsturz bedroht. Die Gemeinde als Eigentümerin bemüht sich um den Erhalt mit Hilfe der Deutschen Stiftung Denkmalschutz. Die Familie von Alvensleben hat einen Teil der Forstflächen zurückerworben.

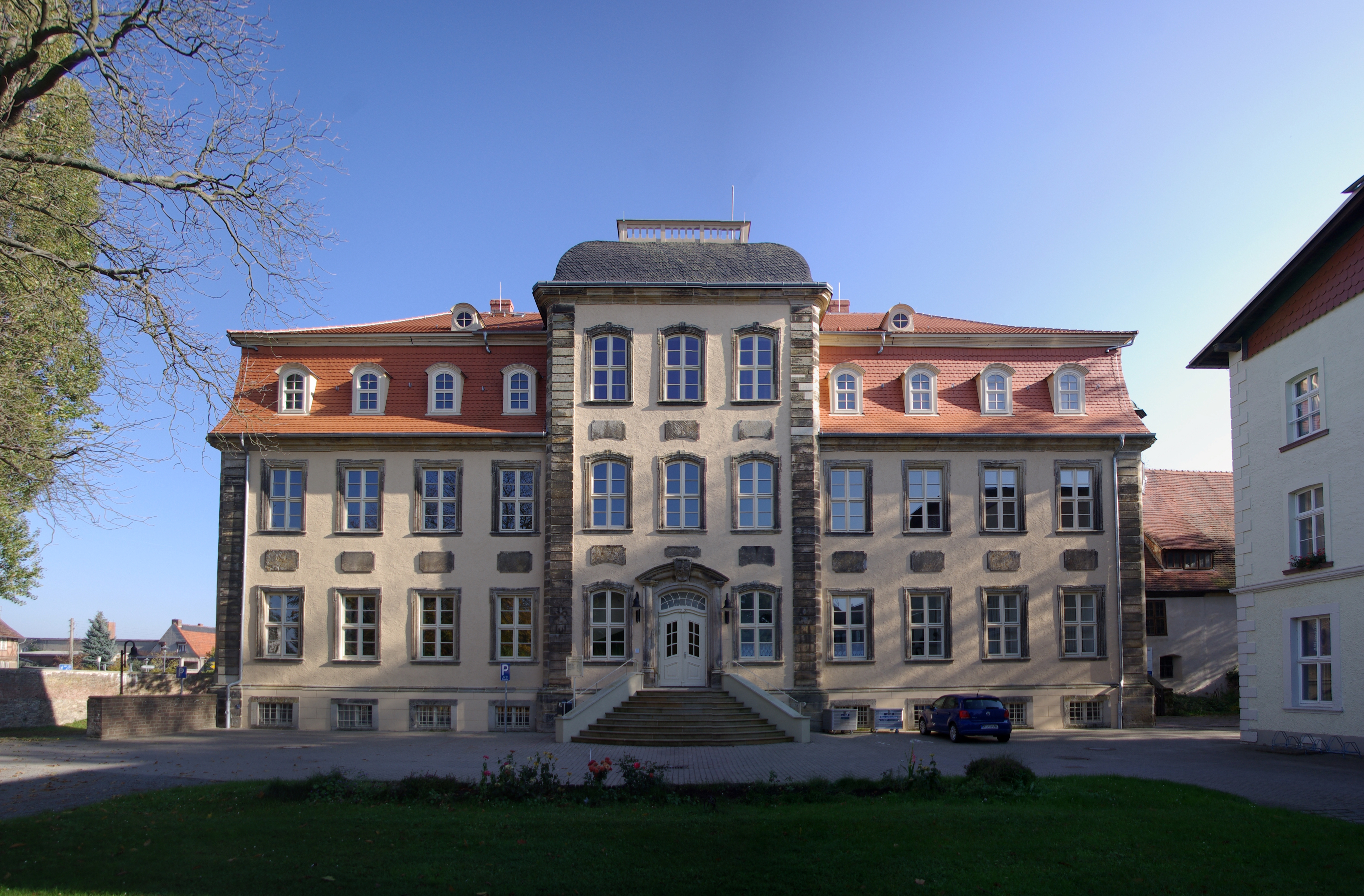
Schloss Erxleben I (2011)
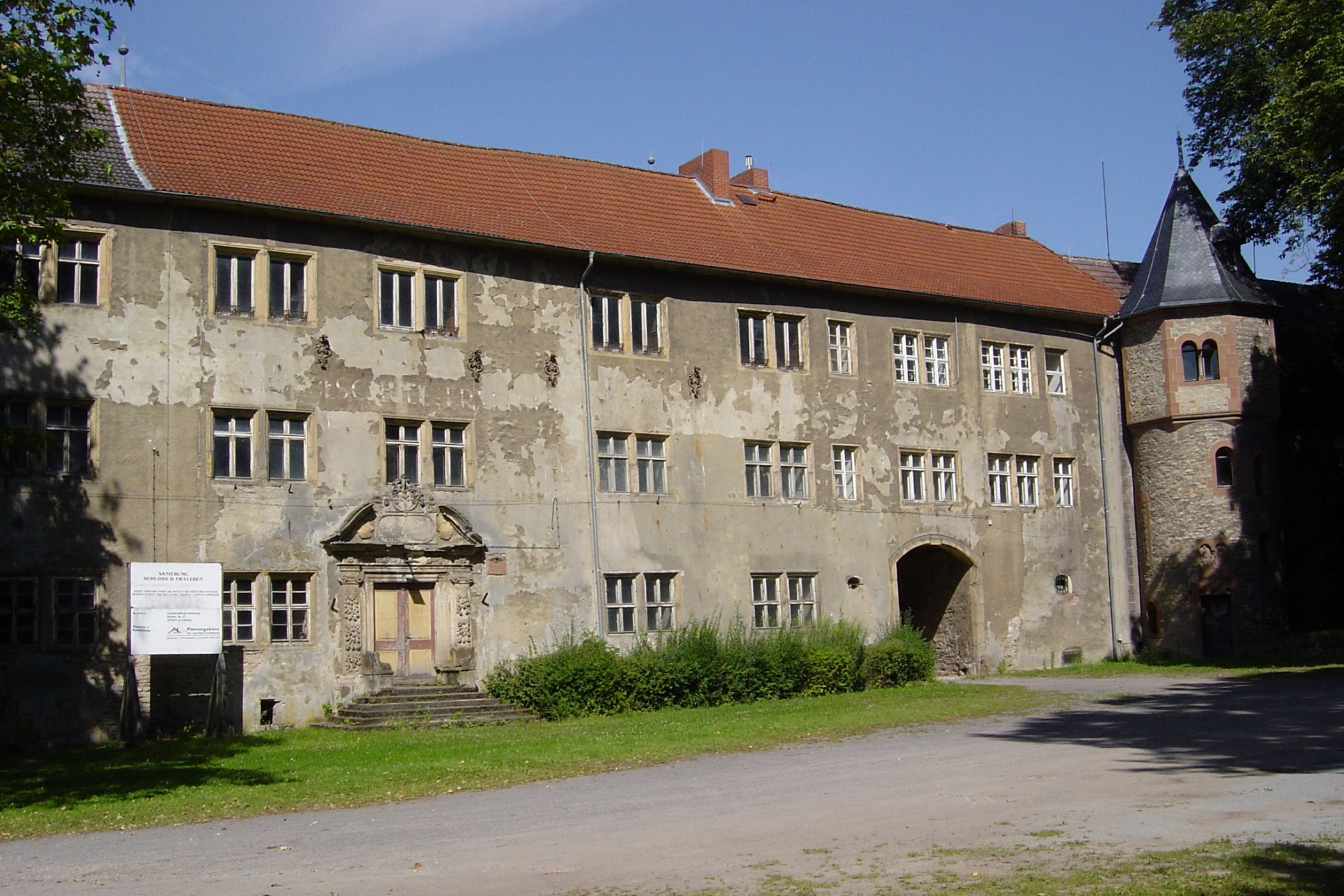
Schloss Erxleben II (2009)

## Rekonstruktionszeichnungen von Anco Wigboldus

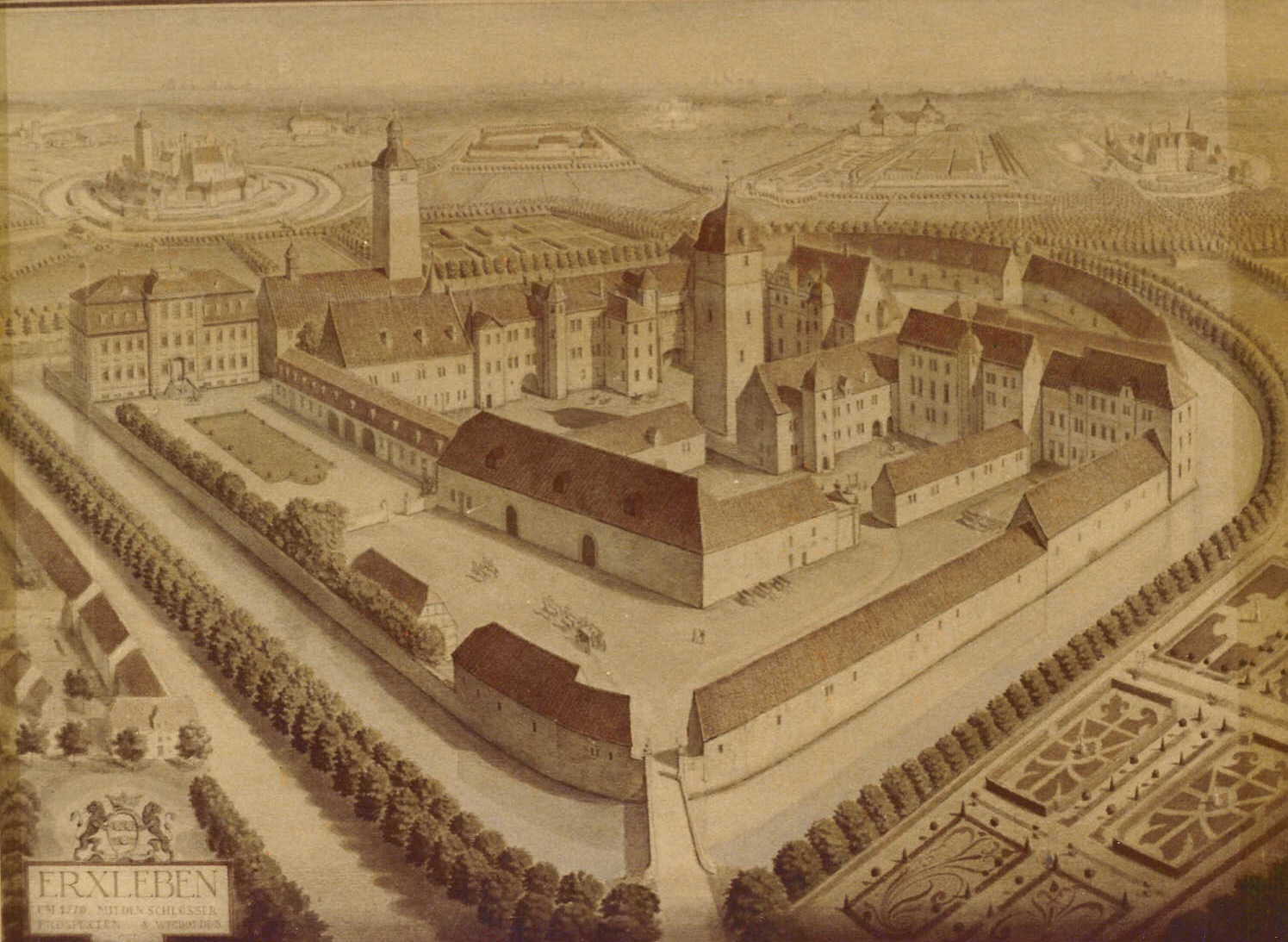
Erxleben um 1785; Zeichnung von Anco Wigboldus

Der Kunsthistoriker Udo von Alvensleben-Wittenmoor (1897–1962) hat in den Jahren 1935 und 1936 zusammen mit dem holländischen Maler Anco Wigboldus zwei Zeichnungen angefertigt, in denen der Zustand der Gesamtanlage in den Jahren 1785 und 1910 dargestellt wird.

### Ansicht von 1785

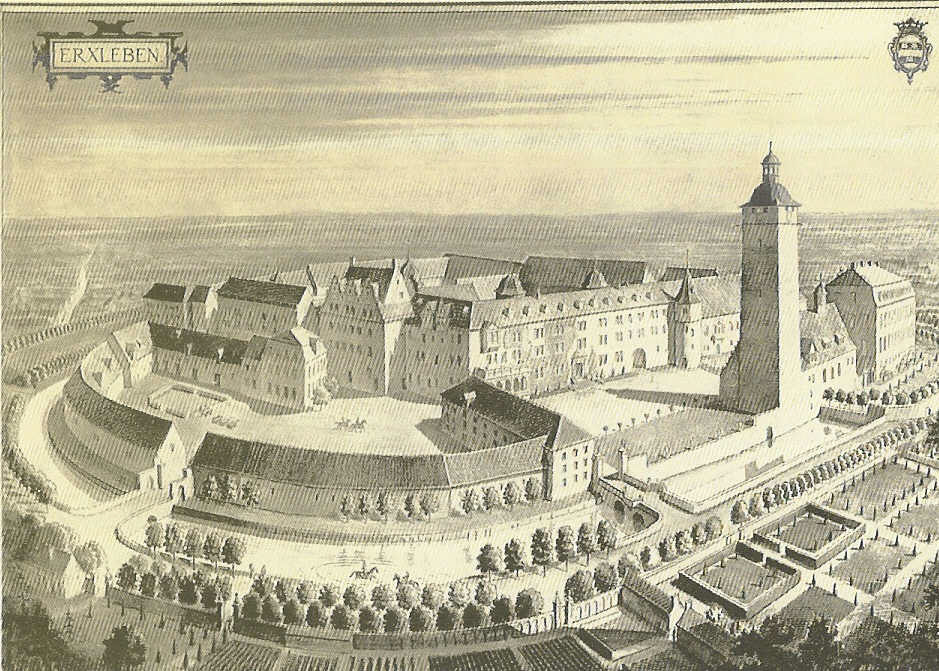
Erxleben um 1910; Zeichnung von Anco Wigboldus

Die erste Ansicht stellt die Burg Erxleben vom Nordwesten dar. Gedacht ist der Zeitpunkt nach Errichtung des Barockschlosses Erxleben I und vor Abbruch des Bergfrieds im Zentrum der Burg. Im Vordergrund sind die Gebäude von Erxleben I, rechts das ältere, 1554–1784 bewohnte Schloss der Weißen Linie, davor der dazugehörige Garten zu sehen. Jenseits des Bergfrieds befindet sich das mittelalterliche Schloss Erxleben II mit vier Treppentürmen, in dem die Schwarze Linie der Alvensleben bis 1945 wohnte. Deren Wirtschaftshof, die einstige Vorburg, schließt sich halbkreisförmig nach Süden an. Hinter dem Schloss sieht man die Schlosskapelle, den Hausmannsturm und die Gärten von Erxleben II. 

### Ansicht von 1910
Die zweite Ansicht zeigt die Burg von Südosten im Zustand von 1910. Im Vordergrund sieht man das Halbrund des Wirtschaftshofes, angelegt von Joachim I., zur Linken überragt von dem seit 1784 nicht mehr bewohnten Schloss Erxleben I. Es folgt das weitläufige Schloss Erxleben II, beginnend mit dem hochgiebeligen Joachims-Bau, sich fortsetzend bis über den Treppenturm der 1905 ausgebauten Bibliothek hinaus. Rechts davor steht der Hausmannsturm, der ursprünglich das Burgtor und drei aufeinander folgende Zugbrücken beschirmte. Dahinter sind die Schlosskapelle und das Barockschloss Erxleben I zu sehen.

## Rettung von Kunstgut aus dem Magdeburger Dom auf Schloss Erxleben
Im Zweiten Weltkrieg wurden unter dem Eindruck der zunehmenden Bombenangriffe auf deutsche Städte, als Kunstgutschutz auch Auslagerungen besonders wertvoller Innenausstattungen aus Domen und anderen kirchlichen Bauten organisiert. So wurden im August 1943 nach Auswahl durch den Provinzkonservator Hermann Giesau folgende Objekte aus dem Magdeburger Dom nach Erxleben verlagert: das gotische Chorgestühl, der dreiflügelige Nikolausaltar und die zwei Domfenster von Professor Fritz Geiges mit der Geschichte des Domes und der Reformation in Magdeburg. Diese Kulturgüter kamen in die Schlosskirche, in Bibliotheksräume und die Gutsanlage. Vor dem Wechsel von britischer zu sowjetischer Besatzung konnten die Kunstschätze auf Initiative der gewarnten Familie von Alvensleben im Juni 1945 nach Pattensen in Niedersachsen abtransportiert werden, von dort in das Kunstgutlager Schloss Celle. 1954 kehrten sie nach Magdeburg zurück. Die beiden Farbglasfenster wurden allerdings nicht wieder im Dom eingebaut, sondern gelten als „verschollen“.